# 永田良昭
永田 良昭（ながた よしあき、1935年 - ）は、日本の心理学者。学習院大学名誉教授。専攻は社会心理学。

## 来歴
1935年（昭和10年）東京府生まれ。学習院高等科卒業。京都大学文学部哲学科心理学専攻卒業。同大学大学院博士課程単位取得退学。
日本国有鉄道勤務、京都大学文学部助手、大阪女子大学講師を経て、1973年（昭和48年）学習院大学文学部哲学科助教授に着任。1975年（昭和50年）、心理学科増設に伴い心理学科助教授となる。1979年（昭和54年）から教授。学生部長、文学部長、大学院人文科学研究科委員長を歴任。2001年（平成13年）11月学習院大学学長に就任。2007年（平成19年）11月退任。
2011年（平成23年）11月瑞宝中綬章受章。